# مركز سيتي غروب
مركز سيتي غروب (بالإنجليزية: Citigroup Center) والمعروف أيضًا باسم عنوانه 601 شارع ليكسينجتون (بالإنجليزية: 601 Lexington Avenue) هو ناطحة سحاب مكتبية في حي ميدتاون مانهاتن في مدينة نيويورك، نيويورك، الولايات المتحدة. تم بناؤه في عام 1977 لصالح سيتي بنك، ويبلغ ارتفاعه 915 قدم (279 م) طويل القامة ويبلغ ارتفاعه 1.3 مليون قدم مربع (120,000 م2) من المساحات المكتبية على 59 طابقًا. تم تصميم المبنى من قبل المهندس المعماري هيو ستوبينز ‏، والمهندس المعماري المساعد إيمري روث وأولاده، والمهندس الإنشائي ويليام ليميسورييه ‏.
يحتل مركز سيتي غروب جزءًا كبيرًا من كتلة المدينة التي يحدها من الغرب باتجاه عقارب الساعة شارع ليكسينجتون ‏، والشارع 54 ‏، والشارع الثالث ‏، والشارع 53 ‏. تم الاستحواذ على الأرض من عام 1968 إلى عام 1973؛ حيث باعت كنيسة القديس بطرس قطعة أرضها بشرط بناء مبنى كنيسة جديد في قاعدة البرج. تم الإعلان عن التصميم في يوليو 1973، وتم الانتهاء من البناء في أكتوبر 1977. بعد أقل من عام من اكتمال بنائه، كان لا بد من تعزيز هيكله ‏ عندما اكتشف أنه بسبب عيب في التصميم، كان المبنى عرضة للانهيار في الرياح العاتية. تم الاستحواذ على المبنى من قبل شركة عقارات بوسطن في عام 2001، وتمت إعادة تسمية مركز سيتي غروب إلى 601 شارع ليكسينجتون في العقد الأول من القرن الحادي والعشرين. قامت لجنة الحفاظ على المعالم في مدينة نيويورك بتصنيف مركز سيتي غروب كمعلم للمدينة في عام 2016. خضعت المساحات العامة للمبنى للتجديدات في عامي 1995 و2017.
تتضمن قاعدة البرج أربعة ركائز عملاقة، توضع في منتصف الجدار وليس في زوايا المبنى. سقفها مائل بزاوية 45 درجة. إلى الشرق من البرج يوجد مبنى ملحق للمكاتب مكون من ستة طوابق. تطل الزاوية الشمالية الغربية للبرج على كنيسة القديس بطرس الإنجيلية اللوثرية في شارع ليكسينجتون وشارع 54، وهو مبنى من الجرانيت صممه ستوبينز. ويوجد في القاعدة أيضًا ساحة غارقة، ومنطقة تسوق، ومداخل للكنيسة ومحطة مترو أنفاق مدينة نيويورك في شارع ليكسينجتون/شارع 51 ‏. يتم دعم الطوابق العلوية بواسطة دعامات تحمل الأحمال على شكل أشكال متعرجة مقلوبة. عند اكتمال بناء مركز سيتي غروب، تلقى مراجعات متباينة، فضلاً عن جوائز معمارية.

## الموقع
يقع مركز سيتي غروب في 601 شارع ليكسينجتون في حي ميدتاون مانهاتن في مدينة نيويورك، نيويورك، الولايات المتحدة الأمريكية. ويشغل الجزء الأكبر من كتلة المدينة التي يحدها شارع ليكسينجتون ‏ من الغرب، والشارع 54 ‏ من الشمال، والشارع الثالث ‏ من الشرق، والشارع 53 ‏ من الجنوب. تبلغ مساحة قطعة الأرض ‏ 70,572 قدم مربع (6,556.4 م2) بواجهة 200 قدم (61 م) على شارع ليكسينجتون وبطول من الغرب إلى الشرق يبلغ 325 قدم (99 م). يتقاسم المبنى الكتلة مع 880 Third Avenue، وهو مبنى مكون من 18 طابقًا في شارع 53 والشارع الثالث. تشمل المباني القريبة الأخرى 599 شارع ليكسينجتون ‏ إلى الجنوب، و100 شارع إيست 53 ومبنى سيجرام إلى الجنوب الغربي، و399 شارع بارك ‏ إلى الغرب، والكنيس المركزي ‏ إلى الشمال الغربي، ومبنى ليبستيك ‏ إلى الشرق. تقع محطة مترو أنفاق مدينة نيويورك ليكسينجتون أفينيو/شارع 51 ‏ مباشرة أسفل المبنى.
تم الاستحواذ على واحد وثلاثين قطعة أرض وتم تطهيرها لإفساح المجال للتطوير. كانت واجهة شارع 54 مشغولة إلى حد كبير بالمنازل ذات الحجر البني ‏. تحتوي بعض القطع الأخرى على مساحات تجارية، تتراوح من المتاجر الصغيرة إلى مقهى شوفيرون الراقي. وشمل الموقع أيضًا الغرف الطبية في شارع 54، والتي كانت مملوكة لجمعية تعاونية من الأطباء. كانت كنيسة القديس بطرس الإنجيلية اللوثرية تشغل زاوية شارع ليكسينجتون وشارع 54؛ وقد أعيد بناء حرمها عندما تم تطوير مركز سيتي غروب.

### أثاث الشوارع

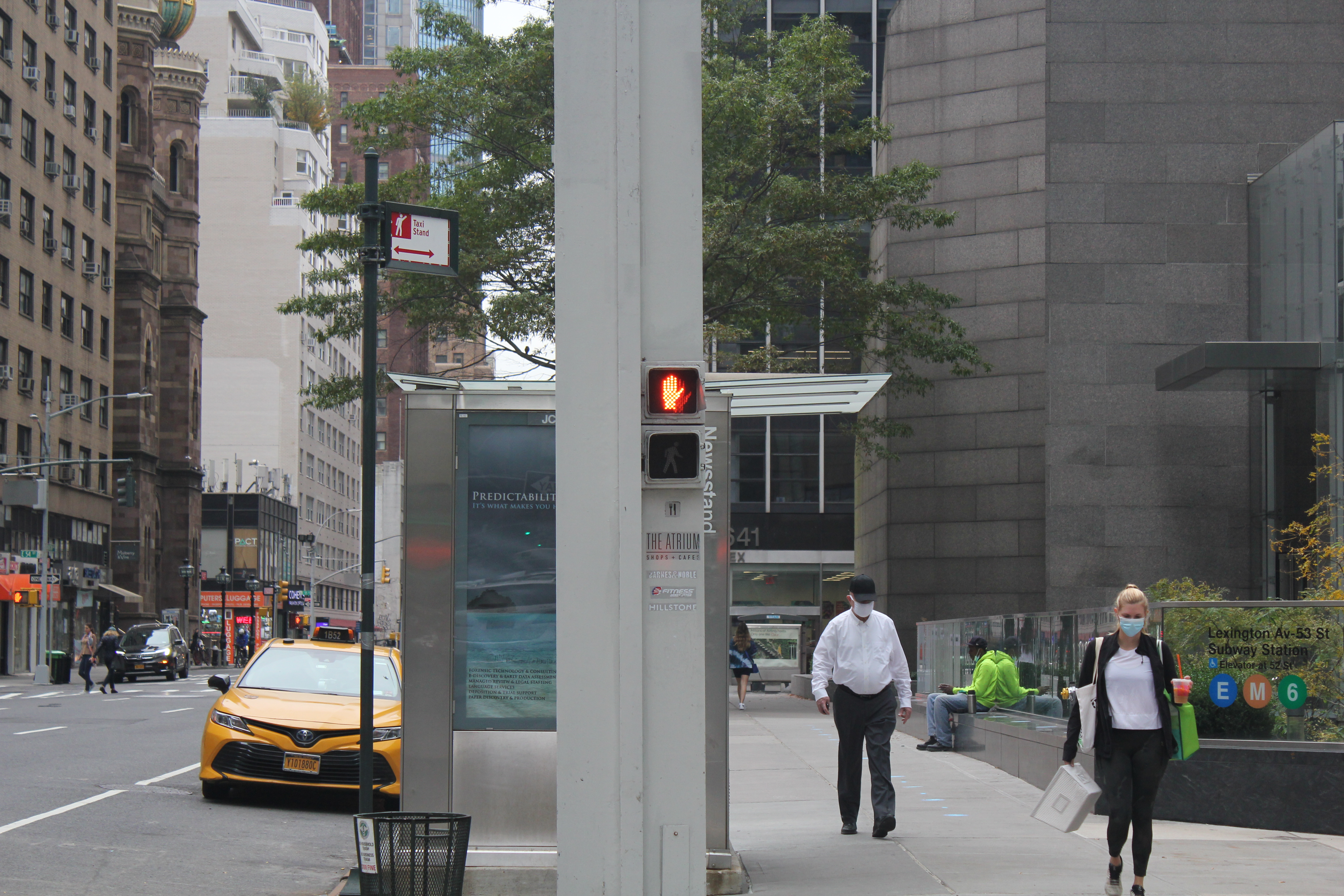
برج إشارة مرور للمشاة مخصص، في الزاوية الشمالية الشرقية لشارع ليكسينجتون وشارع 53

تم تصميم أثاث الشوارع المخصص – بما في ذلك أكشاك بيع الصحف، وأعمدة الأعلام، وأعمدة إنارة الشوارع – للأرصفة المحيطة بمركز سيتي غروب. قامت شركة ديزاينتيكس، ومقرها نيو جيرسي، بتصميم أبراج كهربائية ذات مقطع عرضي على شكل صليب ومصابيح شوارع في الأعلى. تم وضع سبعة أبراج إضاءة على طول الشوارع المحيطة بالمنطقة. تشتمل الأبراج الثلاثة المخصصة – في الزوايا الشمالية الغربية والشمالية الشرقية والجنوبية الغربية للكتلة– على إشارات مرور المشاة والمركبات. تم تصميم الأبراج في البداية بـ "لمسة نهائية سوداء لامعة" تتناقض مع واجهة البرج المصنوعة من الألومنيوم؛ وبحلول عام 2016، تم طلائها باللون الرمادي. وصفت مجلة النيويوركر الأبراج في عام 2017 بأنها "أبراج منحوتة تستحق برانكوسي".

## التاريخ
تأسس بنك فيرست ناشيونال سيتي بنك (الذي أصبح فيما بعد سيتي بنك) في عام 1812، وكان مقره الرئيسي في الحي المالي في مانهاتن السفلى لأكثر من قرن من الزمان. كان المقر الرئيسي للشركة في 52 وول ستريت حتى عام 1908، عندما انتقلت إلى 55 وول ستريت. بعد اندماج بنك ناشيونال سيتي وشركة قروض المزارعين والثقة في عام 1929، انتقلت الشركة الجديدة، سيتي بنك فارمرز ترست، إلى مبنى جديد في 20 إكستشينج بليس ‏، والذي اكتمل بناؤه في عام 1931، وافتتحت مكتبًا في ميدتاون في 399 بارك أفينيو، على بعد كتلة واحدة غرب مركز سيتي غروب الحالي، في عام 1961.
في الزاوية الشمالية الغربية لموقع مركز سيتي غروب المستقبلي كانت كنيسة القديس بطرس اللوثرية، التي تأسست عام 1862 كجماعة ناطقة باللغة الألمانية. احتلت جماعة القديس بطرس مبنى في شارع ليكسينجتون وشارع 46 من عام 1871 إلى عام 1902، عندما تم هدمه لبناء محطة جراند سنترال. دفع هذا الجماعة إلى الانتقال إلى مبنى قوطي صممه جون جي ميشيل وبي براندنر، والذي اكتمل بناؤه في عام 1905. كانت الجماعة، التي بلغ عدد أعضائها في ذروتها أكثر من ألف عضو، قد انخفضت إلى أقل من 300 بحلول الستينيات، مما دفع الجماعة إلى التفكير في الانتقال إلى مكان قريب من مقر الأمم المتحدة.

### البناء
أقيمت مراسم وضع حجر الأساس للبرج في أبريل 1974، ولكن العمل بدأ بعد اثني عشر شهرًا فقط. أشرف على بناء البرج فيفيان لونجو، الذي كان يبلغ من العمر خمسة وعشرين عامًا عند اكتمال بناء المبنى في عام 1977. كان مركز سيتي غروب واحدًا من الهياكل الكبيرة القليلة في مانهاتن التي تم تشييدها في منتصف سبعينيات القرن العشرين. في ذروة البناء، تم توظيف ثلاثة آلاف شخص، وكان هناك 565 عاملاً في الموقع في نفس الوقت. تم الانتهاء من بناء الهيكل الفولاذي حتى الطابق الثامن عشر بحلول نهاية عام 1975. عندما تم الانتهاء من بناء الإطار في 7 أكتوبر 1976، توقع المسؤولون أن يكون مركز سيتي غروب هو المبنى الرئيسي الوحيد في مدينة نيويورك الذي سيتم الانتهاء منه في عام 1977.
تم وضع حجر الأساس لكنيسة القديس بطرس الجديدة في الأول من نوفمبر عام 1976. استحوذت سيتي بنك على المبنيين 148 و152 شرق شارع 53، مباشرة إلى الجنوب من البرج الجديد، في الشهر التالي. لم تكن الشركة تنوي تطوير مواقع هذه المباني، ولكنها كانت تحتوي على قضبان مكشوفة، وهو ما اعتبره مسؤولو سيتي بنك أنه من شأنه أن يقلل من قيمة البرجr. كان نائب رئيس البنك لإدارة العقارات، آرثر إي. دريسكول، قد درس معدلات الشواغر في أربعة عشر "مبنى مكتبيًا رئيسيًا" قريبًا أثناء تطوير مركز سيتي غروب. انتقل المستأجرون الأوائل إلى مبنى المكاتب في أبريل 1977. بحلول شهر أغسطس، كان مركز سيتي غروب مستأجرًا بنسبة 96%، على الرغم من أن متوسط الإيجارات كان أعلى من المباني الأخرى القريبة.

### السنوات الأولى

#### الافتتاح

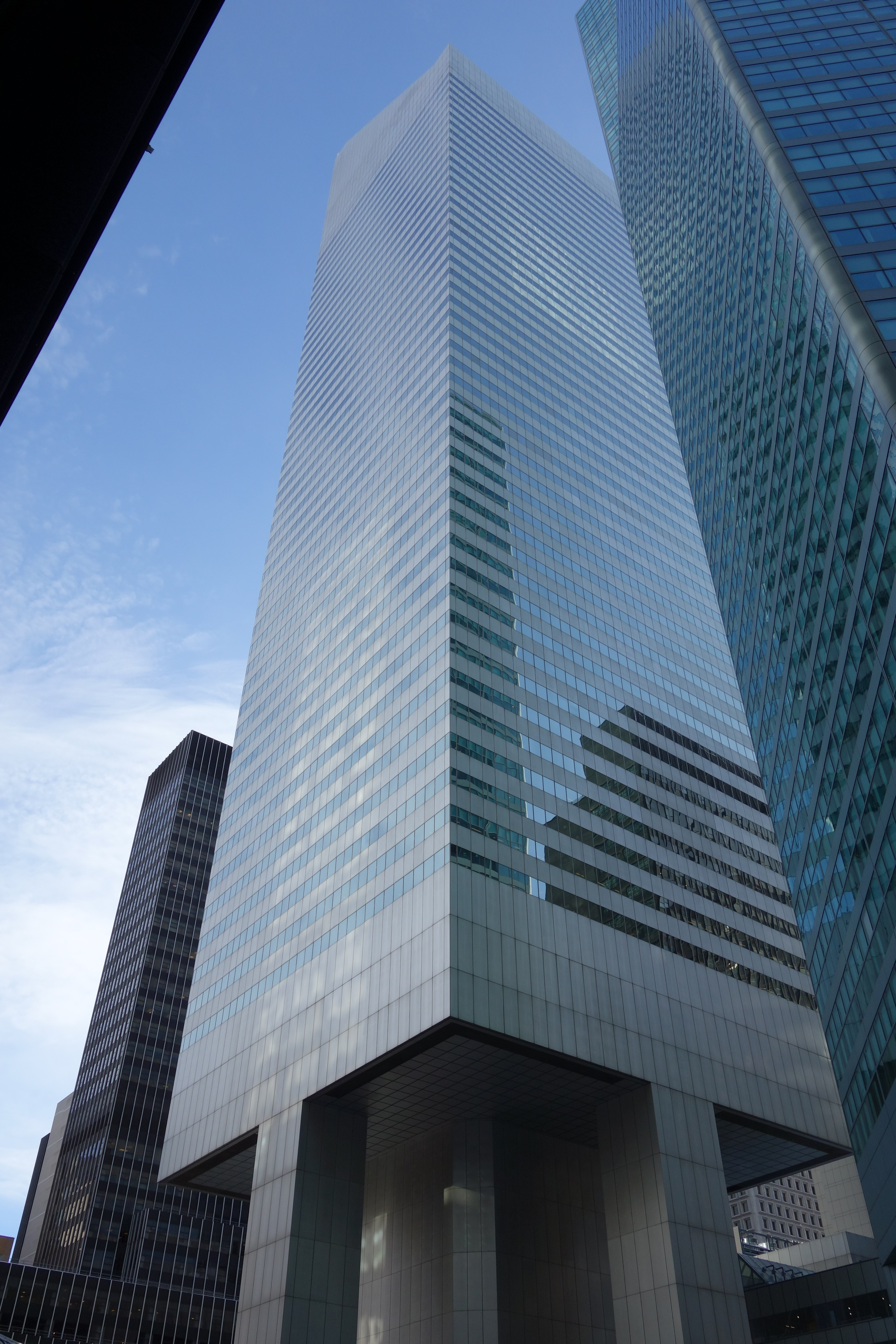
منظر من شارع ليكسينجتون

تم افتتاح برج المكاتب في 12 أكتوبر 1977..ألقى ستوبينز كلمة افتتاحية وصف فيها المبنى بأنه "ناطحة سحاب للشعب". تم تأجير كل المساحة تقريبًا داخل المجمع التجاري في قاعدة المبنى، والمعروف باسم السوق، وتقدم أكثر من 300 بائع تجزئة بطلبات لتشغيل واجهات المتاجر في السوق. تم استئجار غالبية مساحة السوق من قبل شركة كونرانز لتجارة الأثاث المنزلي، والتي كانت تشغل مساحة 40,000 قدم مربع (3,700 م2) ولكن بعض تجار التجزئة الآخرين كانوا من بين المطاعم التي تقدم مأكولات من بلدان مختلفة. خطط سيتي بنك لاحتلال 600,000 قدم مربع (56,000 م2) أو 26 طابقًا، ونقل مكاتبها إلى المبنى من خمسة عناوين أخرى في ميدتاون. كانت القصص المتبقية مشغولة بمجموعة متنوعة من الشركات، بما في ذلك الشركات العاملة في مجال القانون والمحاسبة، فضلاً عن القنصلية العامة لليابان وشركة التكنولوجيا آي بي إم.
في وقت افتتاح مركز سيتي غروب، كان يتم تركيب السمات التصميمية النهائية لكنيسة القديس بطرس. تم افتتاح كنيسة القديس بطرس في 4 ديسمبر 1977، وتم افتتاح كنيسة نيفيلسون بشكل منفصل في نفس الشهر. في البداية، تسبب السقف المائل للبرج في مشكلة الجليد خلال فصل الشتاء، حيث كان الثلج والجليد ينزلقان على طول السقف إلى الرصيف. علاوة على ذلك، كانت منطقة التسوق في البداية قليلة الاستخدام وغير معروفة إلى حد كبير للعامة. تم افتتاح الساحة الواقعة في شارع ليكسينجتون في يوليو 1978. في السنوات الأولى للمجمع، واجهت كنيسة القديس بطرس عجزًا ماليًا بسبب تكاليف المرافق المرتفعة، بالإضافة إلى التضخم ونقص الخبرة الاستثمارية، على الرغم من أن الكنيسة كسبت المال من تأجير بعض المساحات الأخرى التي تمتلكها في مركز سيتي غروب. بحلول عام 1980، أحصت شركة سيتي غروب 25000 زائر يوميًا لساحة التسوق، لكن بعض المتاجر كانت قد أغلقت بالفعل بسبب نقص الرعاية.

## البنيان

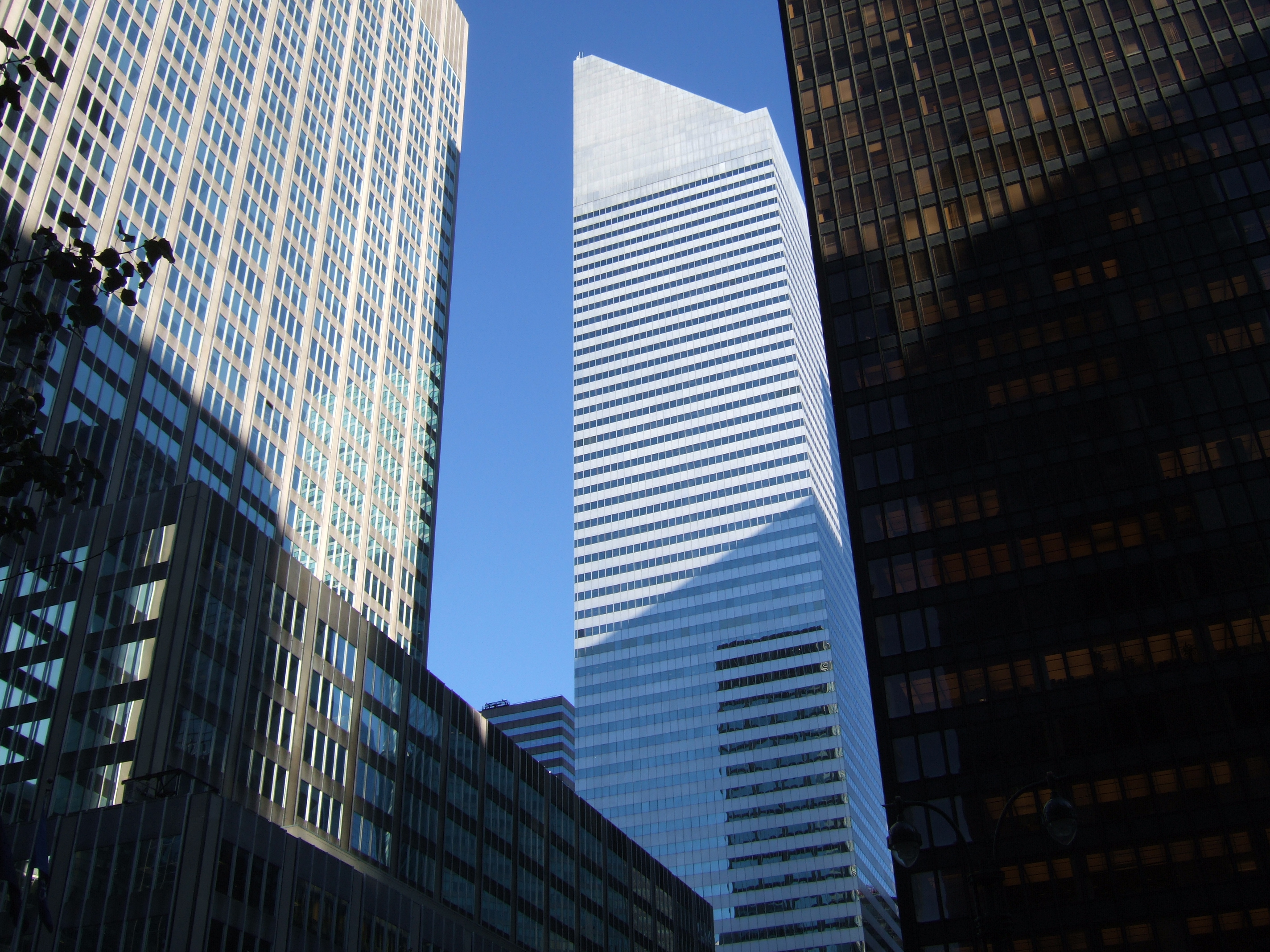
مركز سيتي غروب كما يُرى من بارك أفينيو، بين 399 بارك أفينيو على اليسار ومبنى سيجرام على اليمين

يتكون مركز سيتي غروب من برج المكاتب وملحقه؛ كما يوجد أيضًا مبنى لكنيسة القديس بطرس في قاعدة برج المكاتب. تم تصميم البرج من قبل المهندس المعماري هيو ستوبينز ‏، إلى جانب المهندسين المعماريين المساعدين إيمري روث وأبناؤه، لصالح بنك فيرست ناشيونال سيتي (سيتي بنك لاحقًا). من بين المديرين الآخرين في شركة هيو أ. ستوبينز وشركاؤه، كان المهندس المعماري بيتر وويتوك هو الأكثر مشاركة في التصميم، بينما أشرف مدير المشروع دبليو إيزلي هامر على البناء. بالإضافة إلى ذلك، كان إدوارد لارابي بارنز ‏ هو المهندس الاستشاري، وكان كل من ليميسورييه أسوشيتس وجيمس رودرمان مهندسين إنشائيين. كان المقاول العام هو شركة إتش آر إتش للإنشاءات. (التي استحوذت عليها شركة ستاريت للإسكان ‏ أثناء تشييد المبنى)، وكان المقاول الفولاذي هو بيت لحم للصلب. قام العديد من المقاولين بتوريد مواد أخرى للمبنى.

### الشكل والواجهة
يبلغ ارتفاع مركز سيتي غروب 59 طابقًا، ويبلغ ارتفاع سقفه حوالي 915 قدم (279 م) فوق مستوى سطح الأرض. باستثناء أرقام الطوابق غير المستخدمة التي تمثل القاعدة المرتفعة، فإنه يحتوي على 46 طابقًا للمكاتب. في وقت اكتمال بنائه، كان مركز سيتي غروب هو سابع أطول مبنى في العالم. بالإضافة إلى البرج الرئيسي المكون من 59 طابقًا، يوجد ملحق في 159 شارع إيست 53 بستة أو سبعة طوابق. ويمتد شرقًا إلى الجادة الثالثة ويتضمن جزءًا من منطقة التسوق في المبنى.
يتمتع البرج وملحقه بواجهات مصممة بشكل مماثل. الواجهة مصنوعة من الألمنيوم المؤكسد وألواح الزجاج العاكس. يبلغ قياس كل جزء من الواجهة 12 × 9 قدم (3.7 × 2.7 م) ويتكون من ألواح زجاجية وألواح ألومنيوم. للحفاظ على الطاقة، تم تزويد كل نافذة بزجاج مزدوج؛ وتم طلاء اللوحة الداخلية بالكروم. يتم فصل النوافذ في كل طابق بواسطة عوارض من الألومنيوم. تم تصنيع هذه العناصر الزخرفية بواسطة شركة فلور سيتي للمعادن المعمارية، وهي شركة مقرها في جلين كوف، نيويورك. الألومنيوم ذو لون فضي، مثل ذلك الموجود في مبنى بيبسي كولا ‏ ووان تشيس مانهاتن بلازا ‏، لأن ستابينز اعتقد أن اللون الداكن لن يسمح للمراقبين "برؤية الظل والظل". تم تجهيز الواجهة بـ 2 بوصة (51 مـم) من العزل، ضعف كمية العزل التي تعتبر طبيعية في وقت البناء. تم تلميع الألومنيوم ليعكس الحرارة من أشعة الشمس.

### بلازا

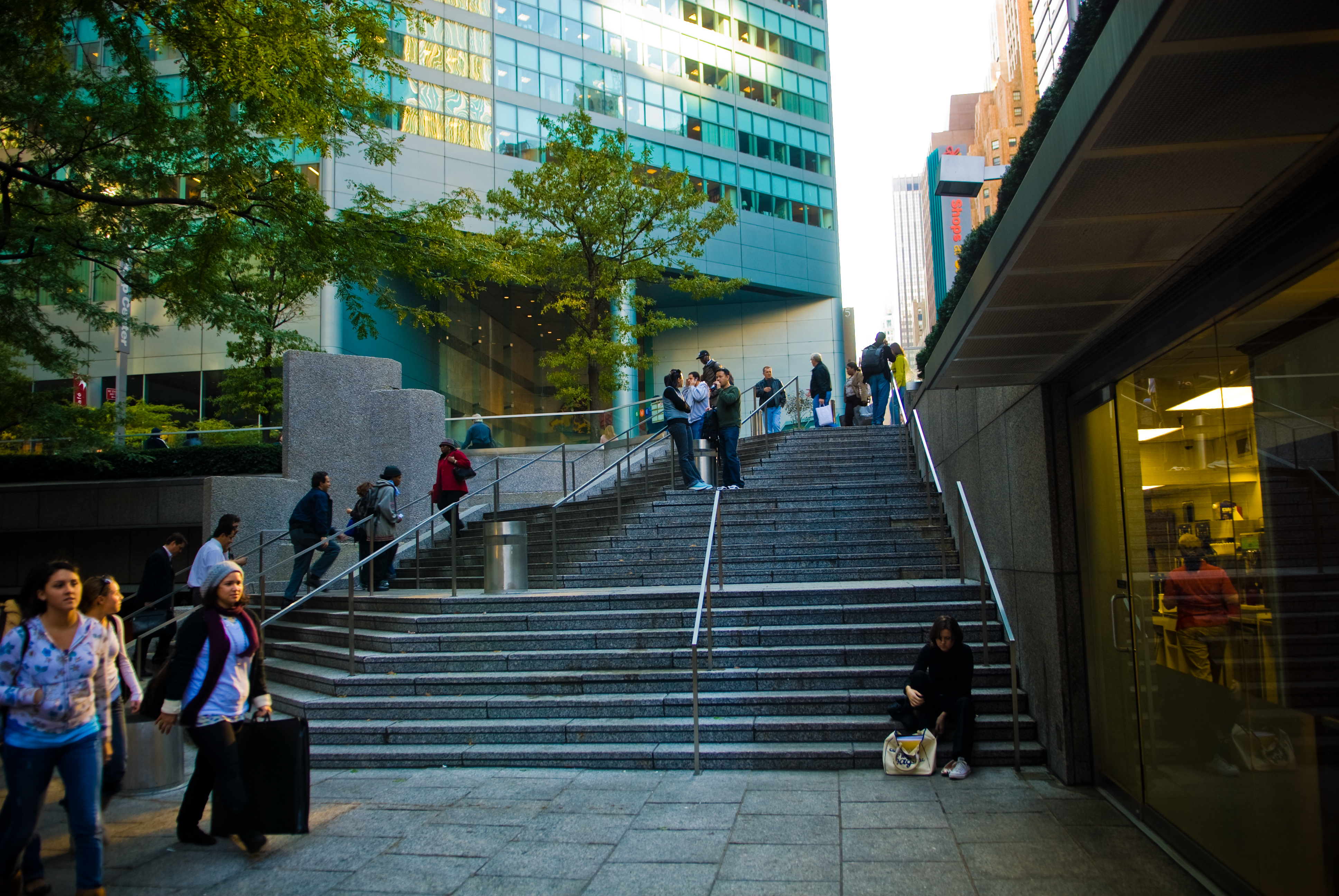
منظر من البلازا

ساحة كبيرة، 12 قدم (3.7 م) تحت مستوى الشارع، تم تصميمه من قبل مهندس المناظر الطبيعية هيديو ساساكي وتم بناؤه جنبًا إلى جنب مع مركز سيتي غروب. تم تشجيع وجود الساحة من خلال قرار تقسيم المناطق لعام 1961، والذي أعطى مساحة أرضية إضافية لمطوري مدينة نيويورك كـ"مكافأة" لتقسيم المناطق مقابل تضمين مساحة مفتوحة خارج مبانيهم. في حين استفاد العديد من المطورين من "المكافأة"، وجدت لجنة تخطيط مدينة نيويورك في عام 1975 أن العديد من هذه الساحات تتراوح بين "أماكن قاتمة مهجورة" إلى أماكن "محظورة ومعادية تمامًا". ردًا على ذلك، تم تشكيل مجموعة التصميم الحضري التابعة للجنة تخطيط المدينة في عام 1967 لتحديد كيفية تحسين تصميمات الساحات، مما أثر على دليل التصميم الذي نشرته لجنة تخطيط المدينة في عام 1975. تم الانتهاء من تصميم ساحة مركز سيتي غروب في عام 1973، وشمل العديد من الميزات نفسها الموضحة في الدليل، مثل الساحة الخارجية، ومنطقة المشاة المغطاة، وصالة الألعاب التي تمتد على مساحة كتلة المدينة.
تبلغ مساحة الساحة 6,000 قدم مربع (560 م2). وبموجب قوانين تقسيم المناطق، سمح وجودها بتصميم البرج بنسبة مساحة أرضية قصوى تبلغ 18:1، وهي نسبة أعلى من نسبة 15:1 المحددة للمنطقة. يتم الوصول إلى الساحة عن طريق درج متجه قطريًا يمتد باتجاه الشمال الشرقي من زاوية شارع ليكسينجتون وشارع 53. على الجانب الجنوبي من الساحة يوجد مدخل لمحطة مترو أنفاق شارع ليكسينجتون/شارع 51. يحل مدخل مركز سيتي غروب محل مدخلين سابقين لمترو الأنفاق على الرصيف. يحتوي الجانب الشمالي من الساحة على مدخل كنيسة القديس بطرس. أثناء بناء الساحة، تعاون المطورون مع العديد من الوكالات العامة التي كانت لها مصلحة في المشروع، بما في ذلك هيئة النقل الحضرية ‏، التي كانت تدير محطة المترو.
كانت الساحة ومنطقة التسوق الداخلية والأرصفة تحتوي في البداية على أرضيات من الطوب البني. كان هناك في الأصل نافورة في وسط الساحة، والتي تم تصميمها لإخفاء الضوضاء من المناطق المحيطة، على غرار النافورة الموجودة في حديقة بالي ‏ القريبة. تم هدم تلك النافورة في عام 2017.

### السمات الهيكلية

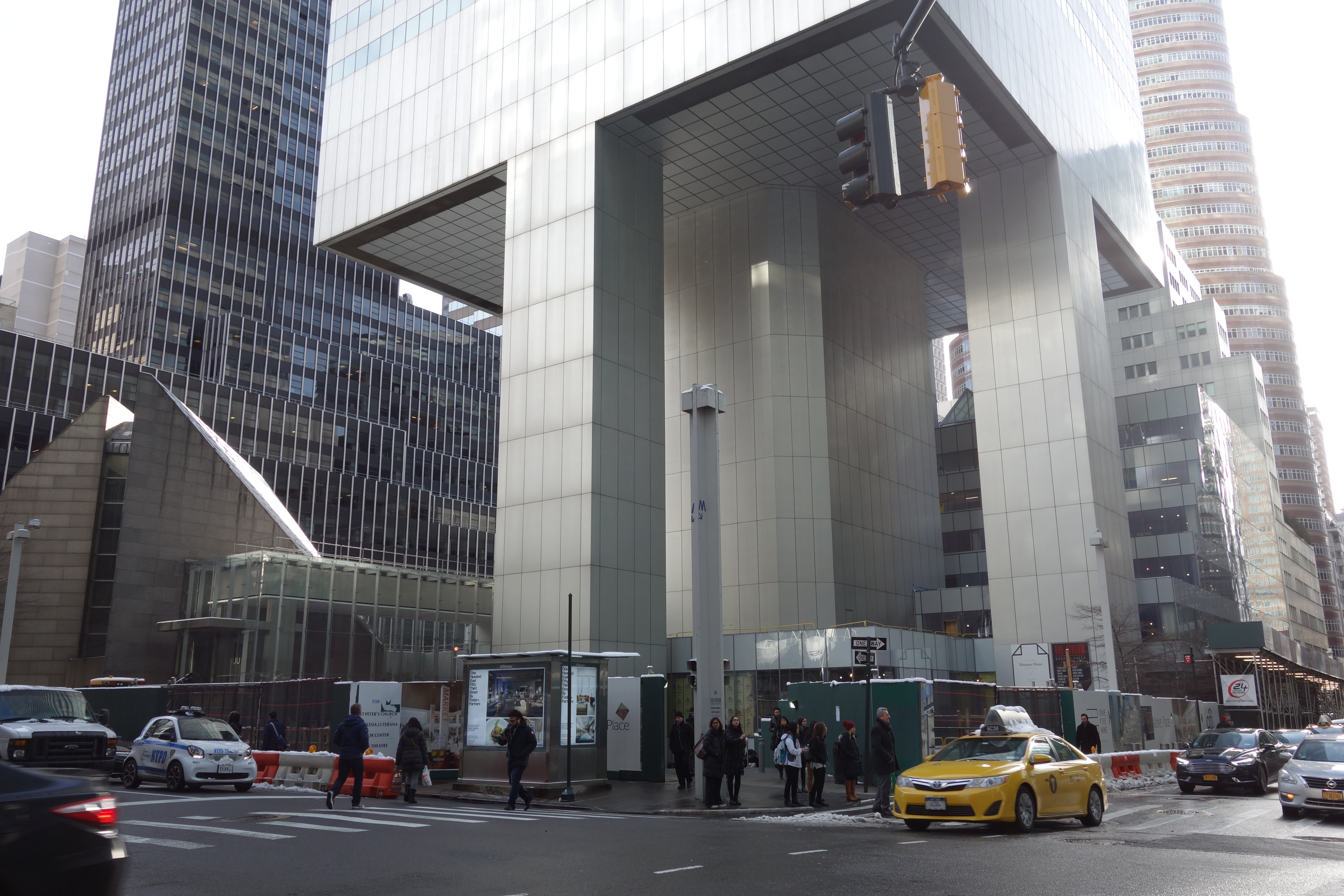
قاعدة مركز سيتي غروب. تظهر كنيسة القديس بطرس الإنجيلية اللوثرية على اليسار أسفل ناطحة السحاب؛ وقد أثّر موقع الكنيسة على مواقع الأعمدة.

طوابق البرج مبنية من أنابيب مقواة ‏. تبلغ مساحة كل طابق من طوابق البرج 157 × 157 قدمًا (48 × 48 مترًا)، أو 24600 قدم مربع (2290 مترًا مربعًا) في المجموع. داخل طوابق المكاتب، توجد مصاعد وسلالم الطوارئ في قلب خدمي في وسط كل طابق. يبلغ حجم القلب حوالي 68 × 68 قدمًا (21 × 21 مترًا)، بينما تبلغ مساحة الأرضية حول القلب أقل من 45 قدمًا (14 مترًا) عرضًا. بشكل عام، يتكون مركز سيتي غروب من 24،000 طن قصير (21،000 طن طويل؛ 22،000 طن) من الفولاذ، أي خمسي الكمية المستخدمة في مبنى إمباير ستيت.

### الداخلية

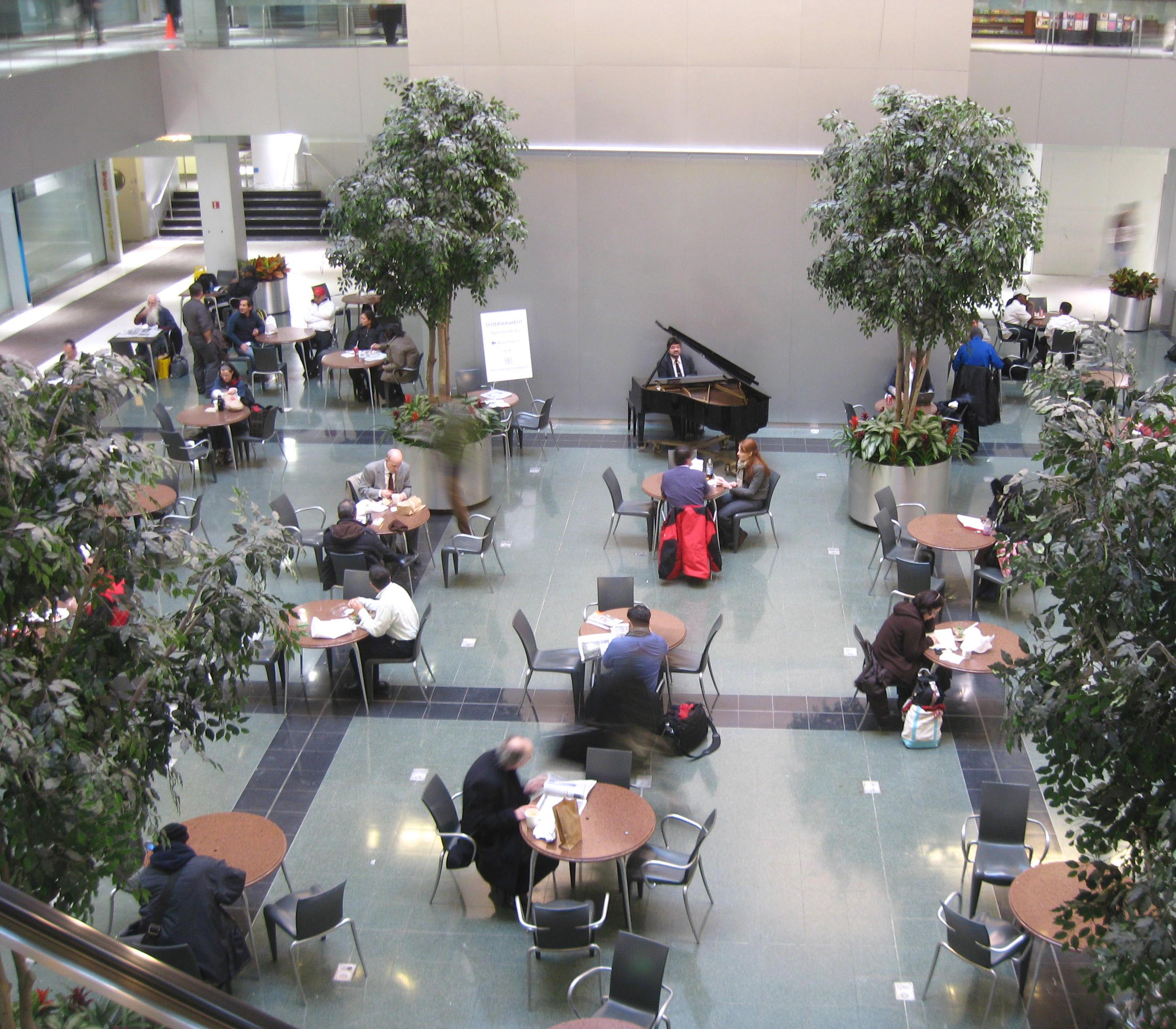
الردهة العامة

يحتوي البرج على ما يقارب 1.3 مليون قدم مربع (120,000 م2) من المساحة القابلة للتأجير. يحتوي الملحق المكتبي في الشرق على حوالي 270,000 قدم مربع (25,000 م2) من المساحة. وفقًا لقسم تخطيط المدينة، تبلغ المساحة الأرضية الإجمالية للمبنى 1,654,020 قدم مربع (153,663 م2)، بينما، وفقًا لمركز ناطحات السحاب، تبلغ مساحة المبنى 1,578,883 قدم مربع (146,683.0 م2).

#### القاعدة
يقع بهو المدخل الرئيسي لمركز سيتي غروب في منتصف واجهة شارع ليكسينجتون، مقابل جسر للمشاة يوفر أيضًا الدخول إلى كنيسة القديس بطرس. يتكون المدخل الرئيسي من صندوق زجاجي مزدوج الارتفاع، مع أضلاع فولاذية، يبلغ ارتفاعه 70 قدم (21 م) طويل. تم بناء الردهة كجزء من عملية التجديد في عام 2010.
يوجد ردهة تسوق من ثلاثة طوابق في قاعدة الأعمدة، كانت تسمى في الأصل "السوق". الطابق السفلي، الذي يتوافق مع الردهة السفلية، يشتمل على ردهة مزينة بالنباتات يبلغ ارتفاعها 85 قدمًا (26 مترًا)، مع نافذة سقفية تبلغ أبعادها 90 × 100 قدم (27 × 30 مترًا). احتوت زاوية الجادة الثالثة والشارع 54 على مدخل إلى الطابق السفلي من مركز التسوق، بينما كان هناك مدخل إلى الطابق الثاني في الشارع 54. صُممت واجهات المتاجر لتنسجم مع الساحة والشارع، مع أسطح أرضية مماثلة وجدران خارجية شفافة. بشكل عام، كان الهدف من المتاجر هو الالتزام تجاه المدينة، ورمزًا للشركة، وجاذبية سياحية، وفقًا لأحد نواب رئيس سيتي غروب، آرثر إي. دريسكول. من عام 1987 إلى عام 2008، قدم البنك معرضًا لنماذج القطارات في هذا المكان كل شهر ديسمبر. تم تغيير اسم ردهة التسوق إلى المحلات التجارية في مركز سيتي غروب في عام 1995، وأصبحت تعرف باسم أتريوم بحلول عام 2016.

## التأثير

### الاستقبال

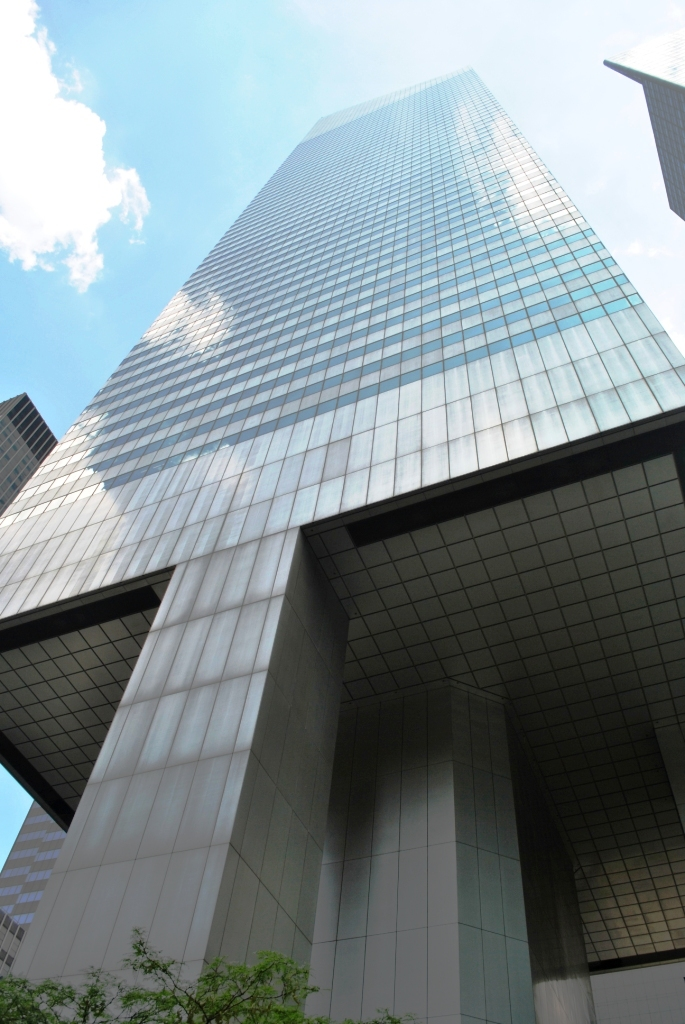
لقطة مقربة للقاعدة

باعتباره أحد المباني المكتبية الثلاثة المعتمدة في مانهاتن خلال عام 1974، حظي مركز سيتي غروب باهتمام إعلامي كبير أثناء بنائه. بعد الإعلان عن التصميم، انتقدت الكاتبة المعمارية آدا لويز هيوكستابل ‏ التصميم في صحيفة نيويورك تايمز، قائلة إن البرج "لا يتمتع بالرومانسية ولا بالعقلانية البنيوية، بل يبدو أنه تم اختراعه بعناية شديدة بمنطق معذب من خلال سلسلة من التنازلات البراجماتية والجمالية". مع اكتمال بناء المبنى، اتخذ هيوكستابل نبرة أقل قسوة، قائلاً إنه يحتوي على "رغبة واضحة في جودة التصميم" على الرغم من عيوب الشكل والسقف. ووصف كاتب في صحيفة نيويورك ديلي نيوز المبنى بأنه مبنى مكتبي نموذجي في مدينة نيويورك من شأنه أن يجذب الانتباه فقط إذا تم بناؤه في مكان آخر. ذكرت كاتبة مجلة نيويورك سوزان ستيفنز أن المبنى كان ببساطة نسخة معدلة من ناطحة سحاب من الخمسينيات، معتبرة أن السطح والقاعدة كانا مضيعتين للمساحة.
بعد اكتمال بناء المبنى، كان استقباله متباينا. كتب الناقد المعماري بول جولدبرجر لصحيفة نيويورك تايمز أن السقف كان غير عادي وأن المبنى كان له واجهة عاكسة وشكل متنوع، لكن التصميم العام لم يكن مبتكرًا بشكل خاص. وبالمثل، كتب ناقد معماري آخر، جاك إيغان، لصحيفة واشنطن بوست أن المبنى يتمتع بميزات تصميمية مميزة ولكنه لا يثير الحنين إلى الماضي أو الابتكار الجديد. اعتبر هيوكستابل الساحة نجاحًا معماريًا، لكنه لاحظ في يناير 1978 أن عددًا قليلًا جدًا من الناس استخدموها. وصف أغسطس هيكشر الثاني ‏، المفوض السابق للحدائق في مدينة نيويورك، التصميم الداخلي بأنه "مرفق يمكننا جميعًا أن نبتهج به". ومع ذلك، اعتقد هيكشر أن الكسوة الفضية للأتريوم وتركيبات الإضاءة غير مرحبة وتشير إلى الداخل، وقال ستيفنز إن فوائد الأتريوم لم تتجاوز حدود الطبقة.
ووصف نقاد آخرون مركز سيتي غروب في ضوء إيجابي إلى حد كبير. وصف المؤرخ والكاتب جون توراناك ‏ البرج بأنه "ناطحة السحاب الجديدة الأكثر دراماتيكية" في مدينة نيويورك منذ اكتمال بناء 30 روكفلر بلازا قبل عدة عقود. قال المهندس المعماري والكاتب روبرت إيه إم ستيرن إن مركز سيتي غروب كان بمثابة خلاصة "الطابع المعماري والحضري الفريد الذي جعل شارع الثالث والخمسين بمثابة جيب داخل وسط المدينة ونموذج مصغر لوسط المدينة نفسه". تحدث عالم التخطيط الحضري وعالم الاجتماع ويليام إتش وايت بشكل إيجابي عن الهيكل بسبب تقارب عناصر التصميم، مثل الساحة الخارجية والرصيف. كما أشادت المنشورات خارج منطقة مدينة نيويورك بالمبنى. وصفت صحيفة بالتيمور صن المبنى بأنه متطور وبسيط المظهر في نفس الوقت، بينما كتبت صحيفة الأوبزرفر اللندنية أن المبنى كان "مساهمة فريدة" في أفق الجانب الشرقي من مانهاتن.

### الملاحظات
1. ↑  تتوافق الزوايا الشمالية الغربية والشمالية الشرقية والجنوبية الغربية للكتلة مع زوايا شارع ليكسينغتون وشارع 54؛ والشارع الثالث وشارع 54؛ وشارع ليكسينغتون وشارع 53 على التوالي.[3]
2. ↑  Schmertz 1978، صفحة 112، يذكر خطأً أن كنيسة القديس بطرس تأسست في شارع ليكسينغتون وشارع 54؛ بينما تأسست الكنيسة على بعد عدة كتل جنوبًا في شارع 46.[4][10]
3. ↑  يتم الاستشهاد بالارتفاع بشكل بديل على أنه 914 قدم (279 م).[30][63]

### الاستشهادات
1. 1 2  White، Norval؛ Willensky، Elliot؛ Leadon، Fran (2010). AIA Guide to New York City (ط. 5th). New York: Oxford University Press. ص. 320. ISBN:978-0-19538-386-7.
2. 1 2  Landmarks Preservation Commission 2016، صفحة 1
3. 1 2 3 4 5  "601 Lexington Avenue, 10022". New York City Department of City Planning. مؤرشف من الأصل في 2022-04-11. اطلع عليه بتاريخ 2020-03-20.
4. 1 2 3 4 5 6 7  Landmarks Preservation Commission 2016، صفحة 5
5. ↑  قالب:Cite NYC neighborhood map
6. ↑  Hellman 1974، صفحات 31–32
7. 1 2 3  Hellman 1974، صفحة 34
8. 1 2 3 4  Stern, Mellins & Fishman 1995، صفحة 490
9. ↑  Whitehouse، Franklin (31 يناير 1971). "Bank Assembling Site". The New York Times. ص. R7. ISSN:0362-4331. بروكويست 119118595. {{استشهاد بخبر}}: templatestyles stripmarker في |المعرف= في مكان 1 (مساعدة)
10. 1 2 3 4 5  Hellman 1974، صفحة 31
11. ↑  Landmarks Preservation Commission 2016، صفحة 12
12. 1 2 3 4 5  Landmarks Preservation Commission 2016، صفحة 11
13. 1 2  Stern, Mellins & Fishman 1995، صفحة 496
14. 1 2  Horsley، Carter B. (18 يونيو 1978). "Pylons as a Way to Cut Clutter". The New York Times. ISSN:0362-4331. مؤرشف من الأصل في 2022-04-11. اطلع عليه بتاريخ 2021-04-05.
15. ↑  de Monchaux، Thomas (15 أكتوبر 2017). "Let's Not Destroy New York City's Brutalist Masterpieces". The New Yorker. مؤرشف من الأصل في 2021-02-25. اطلع عليه بتاريخ 2021-04-05.
16. ↑  Bonner، William T. (1924). New York the World's Metropolis. Commemorative Edition. ص. 407–408. مؤرشف من الأصل في 2022-04-11. اطلع عليه بتاريخ 2021-04-03.
17. ↑  Trescott، Paul (1982). Financing American Enterprise: the Story of Commercial Banking. Greenwood Press. ص. 74. ISBN:978-0-313-23576-4. OCLC:8451784.
18. ↑  "City Bank Moves to Its New Home: $70,000,000 Cash and $500,000,000 Securities Transferred Without the Slightest Hitch". The New York Times. 20 ديسمبر 1908. ص. 3. ISSN:0362-4331. بروكويست 96796221. {{استشهاد بخبر}}: templatestyles stripmarker في |المعرف= في مكان 1 (مساعدة)
19. ↑  van B. Cleveland، Harold & Huertas، Thomas F. (1985). Citibank 1812–1970. Harvard University Press. ص. 54. ISBN:978-0-674-13175-0.
20. ↑  Hansen، Bradley A. (2009). Institutions, Entrepreneurs, and American Economic History: How the Farmers' Loan and Trust Company Shaped the Laws of Business from 1822 to 1929. Palgrave Macmillan US. ص. 5. ISBN:978-0-230-61913-5. مؤرشف من الأصل في 2021-06-24. اطلع عليه بتاريخ 2020-05-21.
21. ↑  "City Bank Farmers Trust Company Visited By 3,851 an Hour to Inspect Its New Home". The New York Times (بالإنجليزية الأمريكية). 25 Feb 1931. ISSN:0362-4331. Archived from the original on 2020-11-03. Retrieved 2020-08-11.
22. ↑  Jackson، Kenneth T.، المحرر (2010). The Encyclopedia of New York City (ط. 2nd). دار نشر جامعة ييل. ص. 1399. ISBN:978-0-300-11465-2.
23. ↑  "Lexington Av. Church". The Real Estate Record: Real Estate Record and Builders' Guide. ج. 71 رقم  1873. 30 مايو 1903. ص. 1079. مؤرشف من الأصل في 2022-03-14. اطلع عليه بتاريخ 2021-04-03 – عبر جامعة كولومبيا.
24. ↑  "Status of New Buildings". The Real Estate Record: Real Estate Record and Builders' Guide. ج. 75 رقم  1933. 1 أبريل 1905. ص. 684. مؤرشف من الأصل في 2022-04-11. اطلع عليه بتاريخ 2021-04-03 – عبر جامعة كولومبيا.
25. 1 2 3 4 5 6 7 8  Landmarks Preservation Commission 2016، صفحة 7
26. 1 2
27. ↑  Gottlieb، Martin (19 سبتمبر 1977). "She Draws The Interest At Citicorp". New York Daily News. ص. 155. مؤرشف من الأصل في 2022-04-11. اطلع عليه بتاريخ 2021-04-05 – عبر newspapers.com.
28. ↑  Oser، Alan S. (24 سبتمبر 1975). "About Real Estate: It's Ironworkers' Day at Citicorp Center". The New York Times. ص. 73. ISSN:0362-4331. بروكويست 120655578. {{استشهاد بخبر}}: templatestyles stripmarker في |المعرف= في مكان 1 (مساعدة)
29. 1 2 3
30. 1 2 3 4 5 6 7  Stern, Mellins & Fishman 1995، صفحة 493
31. ↑  "Executives and Workmen Celebrate Topping Out Of the Citicorp Center". The New York Times (بالإنجليزية الأمريكية). 7 Oct 1976. ISSN:0362-4331. Archived from the original on 2022-04-11. Retrieved 2021-04-05.
32. ↑  "Cornerstone Ceremonies". New York Daily News. 1 نوفمبر 1976. ص. 330. مؤرشف من الأصل في 2022-04-11. اطلع عليه بتاريخ 2021-04-05 – عبر newspapers.com.
33. ↑  Andrews، Mark (14 ديسمبر 1976). "Bank Reaches for Topless Neighbors". New York Daily News. ص. 5. مؤرشف من الأصل في 2022-04-11. اطلع عليه بتاريخ 2021-04-05 – عبر newspapers.com.
34. ↑  Kaiser, Charles (14 Dec 1976). "Citibank Buying Buildings to Keep Sex Shops Away From Its Offices". The New York Times (بالإنجليزية الأمريكية). ISSN:0362-4331. Archived from the original on 2022-04-11. Retrieved 2021-04-05.
35. ↑  Tomasson, Robert E. (13 Apr 1975). "Big Banks in City Expanding". The New York Times (بالإنجليزية الأمريكية). ISSN:0362-4331. Archived from the original on 2022-04-11. Retrieved 2021-04-05.
36. 1 2 3 4
37. 1 2 3  "Realty News". The New York Times (بالإنجليزية الأمريكية). 21 Aug 1977. ISSN:0362-4331. Archived from the original on 2022-04-11. Retrieved 2021-04-03.
38. 1 2
39. ↑  Hammel, Lisa (4 Oct 1977). "Conran, the First Kid on Citicorp's dock, Celebrates Opening of His First U.S. Store". The New York Times (بالإنجليزية الأمريكية). ISSN:0362-4331. Archived from the original on 2018-02-21. Retrieved 2021-04-05.
40. 1 2 3  Ferretti, Fred (4 Jun 1976). "Lexington Avenue Mall Being Planned as a U.N. of Food". The New York Times (بالإنجليزية الأمريكية). ISSN:0362-4331. Archived from the original on 2021-09-08. Retrieved 2021-04-05.
41. 1 2 3 4 5 6  Landmarks Preservation Commission 2016، صفحة 13
42. ↑  Vecsey, George (16 Oct 1977). "Citicorp Towers Over. St. Peter's But the Church Is Not in Shadow". The New York Times (بالإنجليزية الأمريكية). ISSN:0362-4331. Archived from the original on 2021-02-06. Retrieved 2021-04-05.
43. ↑  Wilson, John S. (2 Dec 1977). "Jazz in Church From Vespers to Matins". The New York Times (بالإنجليزية الأمريكية). ISSN:0362-4331. Archived from the original on 2022-04-11. Retrieved 2021-04-05.
44. ↑  Kramer, Hilton (14 Dec 1977). "Nevelsons Enhance Chapel". The New York Times (بالإنجليزية الأمريكية). ISSN:0362-4331. Archived from the original on 2018-02-20. Retrieved 2021-04-05.
45. ↑  "Top of Citicorp Center Poses an Icy Problem". The New York Times (بالإنجليزية الأمريكية). 22 Jan 1978. ISSN:0362-4331. Archived from the original on 2020-05-28. Retrieved 2021-04-05.
46. 1 2  Huxtable, Ada Louise (26 Jan 1978). "The Sabotaging of Public Space". The New York Times (بالإنجليزية الأمريكية). ISSN:0362-4331. Archived from the original on 2021-06-25. Retrieved 2021-04-05.
47. ↑  Austin, Charles (2 Mar 1981). "Church at Citicorp Center Is Facing Fiscal Trouble". The New York Times (بالإنجليزية الأمريكية). ISSN:0362-4331. Archived from the original on 2018-01-25. Retrieved 2021-04-06.
48. 1 2 3  Landmarks Preservation Commission 2016، صفحة 14
49. ↑  "Trials of a Skyscraper Mall; Many Tenants Are Dissatisfied With Citicorp" (PDF). The New York Times (بالإنجليزية الأمريكية). 28 Jun 1980. p. B1. ISSN:0362-4331. Archived from the original on 2022-04-11. Retrieved 2021-04-06.
50. ↑  Landmarks Preservation Commission 2016، صفحة 2
51. 1 2  "Manhattan's Fifth Tallest Building Is Designed for Energy Conservation" (PDF). AIA Journal. ج. 60 رقم  4. أكتوبر 1973. ص. 11, 61. مؤرشف (PDF) من الأصل في 2021-07-21. اطلع عليه بتاريخ 2021-04-05.
52. 1 2  "Plan for Skyscraper On Lexington Ave. Detailed by Citibank". The New York Times (بالإنجليزية الأمريكية). 25 Jul 1973. ISSN:0362-4331. Archived from the original on 2021-07-21. Retrieved 2021-04-03.
53. 1 2  Stern, Mellins & Fishman 1995، صفحات 490–492
54. 1 2  "601 Lexington Avenue". Emporis. مؤرشف من الأصل في 2007-09-29. اطلع عليه بتاريخ 2021-01-01.{{استشهاد ويب}}:  صيانة الاستشهاد: مسار غير صالح (link)
55. 1 2 3 4  "Architectural Awards of Excellence" (PDF). American Institute of Steel Construction. 1978. ص. 17. مؤرشف (PDF) من الأصل في 2021-07-21. اطلع عليه بتاريخ 2021-04-06.
56. ↑  Horsley, Carter B. (22 Apr 1977). "H.R.H. to Become Starrett Subsidiary In Merger Accord". The New York Times (بالإنجليزية الأمريكية). ISSN:0362-4331. Archived from the original on 2022-04-11. Retrieved 2021-04-05.
57. ↑  Morgenstern 1995، صفحة 46
58. ↑  Progressive Architecture 1978، صفحة 106
59. 1 2 3  "Citigroup Center – The Skyscraper Center". Council on Tall Buildings and Urban Habitat. مؤرشف من الأصل في 2012-06-15.
60. 1 2 3 4  Architectural Record 1976، صفحة 66
61. 1 2  Marlin، William (24 يونيو 1979). "Citicorp—2 years old and still astonishing". Baltimore Sun. ص. D17. بروكويست 1027853954. {{استشهاد بخبر}}: templatestyles stripmarker في |المعرف= في مكان 1 (مساعدة)
62. 1 2  Progressive Architecture 1978، صفحة 55
63. 1 2  Stern, Mellins & Fishman 1995، صفحة 492
64. ↑  Žaknić، Ivan؛ Smith، Matthew؛ Rice، Dolores B.؛ Council on Tall Buildings and Urban Habitat (1998). 100 of the world's tallest buildings. Gingko Press. ص. 150. ISBN:3-927258-60-1. OCLC:40110184.
65. 1 2 3 4  Landmarks Preservation Commission 2016، صفحة 8
66. 1 2 3 4  Parisi, Anthony J. (29 Oct 1977). "Tower Uses Energy Efficiently". The New York Times (بالإنجليزية الأمريكية). ISSN:0362-4331. Archived from the original on 2018-02-21. Retrieved 2021-04-05.
67. 1 2 3 4  Engineering News-Record 1976، صفحة 68
68. ↑  "Technics: exterior wall panels" (PDF). Progressive Architecture. ج. 59 رقم  2. فبراير 1978. ص. 85. مؤرشف (PDF) من الأصل في 2021-08-03. اطلع عليه بتاريخ 2021-04-06.
69. 1 2  Schmertz 1978، صفحة 115
70. ↑  Horsley, Carter B. (16 Mar 1980). "Citicorp's Skyscraper 'Weathering'; Tower is 'Weathering'". The New York Times (بالإنجليزية الأمريكية). ISSN:0362-4331. Archived from the original on 2022-04-11. Retrieved 2021-04-05.
71. 1 2 3 4 5 6 7 8  Landmarks Preservation Commission 2016، صفحة 10
72. ↑  Kayden، Jerold S.؛ The Municipal Art Society of New York (2000). Privately Owned Public Space: The New York City Experience. Wiley. ص. 10. ISBN:978-0-471-36257-9. مؤرشف من الأصل في 2024-09-28.
73. ↑  City Planning Commission (1975). New life for plazas (بالإنجليزية). City of New York. p. 5. OCLC:2407010. Archived from the original on 2022-04-11. Retrieved 2021-04-05.
74. 1 2  Fowler, Glenn (17 Apr 1975). "City Planning Unit Moving to Create 'Hunan' Open Space at Skyscrapers". The New York Times (بالإنجليزية الأمريكية). ISSN:0362-4331. Archived from the original on 2022-04-11. Retrieved 2021-04-05.
75. ↑  Schmertz 1978، صفحة 114
76. ↑  Schmertz 1978، صفحات 114–115
77. ↑  Wachs، Audrey (29 أبريل 2017). "Landmarks cites nonexistent permits for iconic Citicorp Center plaza". The Architect's Newspaper. مؤرشف من الأصل في 2020-06-23. اطلع عليه بتاريخ 2021-04-06.
78. ↑  Schmertz 1978، صفحة 116
79. ↑  Morrone، Francis (2009). Architectural Guidebook to New York City. Gibbs Smith. ص. 169. ISBN:978-1-4236-1116-5. مؤرشف من الأصل في 2022-04-11. اطلع عليه بتاريخ 2018-12-13.
80. ↑  قالب:Cite NYCS neighborhood map
81. 1 2  Landmarks Preservation Commission 2016، صفحات 10–11
82. ↑  Wachs، Audrey (22 يونيو 2017). "Landmarked Sasaki fountain at Citicorp demolished". The Architect's Newspaper. مؤرشف من الأصل في 2021-02-27. اطلع عليه بتاريخ 2021-04-05.
83. 1 2  Landmarks Preservation Commission 2016، صفحة 9
84. ↑  LeMessurier، William J. (1979). Hugh Stubbins: architecture in the spirit of the times. Tokyo: Process Architecture. ص. 148. ISBN:978-0-89860-011-7. OCLC:6044418. مؤرشف من الأصل في 2022-04-11. اطلع عليه بتاريخ 2021-04-05.
85. 1 2  Engineering News-Record 1976، صفحة 69
86. 1 2 3  Stephens، Suzanne (19 سبتمبر 1977). "The Architectural Artifact". New York Magazine. ج. 10. ص. 46–47. مؤرشف من الأصل في 2022-04-11. اطلع عليه بتاريخ 2021-04-05.
87. ↑  Schmertz 1978، صفحة 111
88. ↑  Morgenstern 1995، صفحة 47
89. ↑  "601 Lexington Ave". Architect. 29 يونيو 2012. مؤرشف من الأصل في 2021-11-19. اطلع عليه بتاريخ 2021-04-06.
90. 1 2 3 4
91. 1 2  Progressive Architecture 1978، صفحة 57
92. ↑  "Citi model train display comes to end of the line". Reuters (بالإنجليزية). 10 Dec 2008. Archived from the original on 2022-04-11. Retrieved 2021-03-31.
93. ↑  "Postings: $15 million Makeover Set for Retail Plaza; Citicorp Center Gets a Redesign". The New York Times (بالإنجليزية الأمريكية). 7 May 1995. ISSN:0362-4331. Archived from the original on 2015-05-26. Retrieved 2021-04-05.
94. ↑  Huxtable, Ada Louise (6 Jan 1974). "The New Urban Image? Look Down, Not Up". The New York Times (بالإنجليزية الأمريكية). ISSN:0362-4331. Archived from the original on 2022-04-11. Retrieved 2021-04-05.
95. ↑  Huxtable, Ada Louise (5 Jun 1977). "Architecture View". The New York Times (بالإنجليزية الأمريكية). ISSN:0362-4331. Archived from the original on 2020-06-02. Retrieved 2021-04-05.
96. ↑  Reel، William (16 ديسمبر 1977). "East side, West side, all over town". New York Daily News. ص. 165. مؤرشف من الأصل في 2022-04-11. اطلع عليه بتاريخ 2021-04-06 – عبر newspapers.com.
97. 1 2  Heckscher, August (22 Dec 1977). "Design Notebook;". The New York Times (بالإنجليزية الأمريكية). ISSN:0362-4331. Archived from the original on 2022-04-11. Retrieved 2021-04-06.
98. ↑  Progressive Architecture 1978، صفحات 54, 58
99. ↑  Tauranac, John (1979). Essential New York: a guide to the history and architecture of Manhattan's important buildings, parks, and bridges (بالإنجليزية). New York: Holt, Rinehart, and Winston. ISBN:978-0-03-042626-1. OCLC:4494970. Archived from the original on 2022-04-11. Retrieved 2021-04-05.

## وصلات خارجية
- الموقع الرسمي